# الکساندرا شوچنکو
الکساندرا شوچنکو (اوکراینی: Олександра Шевченко؛ زادهٔ ۲۴ آوریل ۱۹۸۸) یک فعال حقوق بشر اهل اوکراین است. وی و گروهش به صورت بی‌بالاپوشی به سیاست‌هایی نظیر پدرسالاری، بخصوص دیکتاتوری، دین و صنعت سکس دست به اعتراض می‌زنند.

## زندگی
شوچنکو در خملنیتسکیی، اوکراین (در اوکراین) متولد و پرورش یافت.